# Решетнёв, Михаил Фёдорович
Михаи́л Фёдорович Решетнёв (10 ноября 1924, село Бармашово, Николаевская область, СССР — 26 января 1996, Железногорск, Красноярский край, Россия) — советский и российский учёный, инженер-конструктор, один из основоположников советской (российской) космонавтики. Доктор технических наук (1967), профессор. Академик АН СССР/РАН.
М. Ф. Решетнёву принадлежит более двухсот научных трудов и изобретений. Под его руководством или с его непосредственным участием было разработано около тридцати типов космических комплексов и систем. Количество выведенных с 1959 по 1996 годы на орбиту спутников, созданных возглавляемым им предприятием, — более одной тысячи единиц. Внёс существенный вклад в развитие российских систем спутниковой связи и спутниковой навигации. Оказал значительное влияние на создание сибирской научной школы, объединив вокруг себя талантливых учёных, инженеров, разработчиков ракетно-космической техники.
Депутат Верховного совета РСФСР. С декабря 1976 по декабрь 1984 года член-корреспондент Академии наук СССР, с 1984 года действительный член АН СССР.

## Биография

### Рождение, ранние годы
М. Ф. Решетнёв родился в селе Бармашово 
Жовтневского района Николаевской области, СССР.
В 1929 году семья переехала в город Днепропетровск; там же в 15 лет Михаил окончил среднюю школу. В 1939 году подавал документы для поступления в Московский авиационный институт, но не был принят из-за возраста.

### Становление
В 1940 году поступил в Московский авиационный институт. В 17 лет ушёл добровольцем (по другим данным, был призван) в Красную армию. Участник (1942—1945) Великой Отечественной войны: после прохождения курсов Серпуховской военной школы авиационных механиков служил в 26-м запасном истребительном полку в звании сержанта технической службы. Обучение завершил после войны, окончив Московский авиационный институт в 1950 году с отличием. Преддипломную практику прошёл в НИИ-88, под руководством Михаила Клавдиевича Тихонравова; дипломную работу защищал по ракетной тематике. С 1950 по 1959 год работал в «королёвском» ОКБ-1 инженером, ведущим конструктором, заместителем Главного конструктора.
Первой задачей Решетнёва было конструкторское сопровождение серийного производства разработанных нами и сданных на вооружение ракет средней дальности Р-11М. Серийное производство осваивал Красноярский машиностроительный завод. Там же было организовано и производство двигателей Исаева, как для этих ракет, так и для ракет подводных, которыми занимался Макеев.

### Расцвет, зрелые годы
С 1959 года М. Ф. Решетнёв, являясь заместителем Главного конструктора ОКБ-1, Сергея Павловича Королёва, одновременно становится главным конструктором предприятия п/я 80 — начальником «восточного» филиала ОКБ-1 (с октября 1961 года именуется ОКБ-10), размещённого в городе Красноярске-26 (сейчас город Железногорск Красноярского края).
С ноября 1962 года молодой конструкторский коллектив принял от ОКБ-586, возглавляемого Михаилом Кузьмичём Янгелем, проект создания ракеты-носителя лёгкого класса. М. Ф. Решетнёву было 39 лет, когда руководимое им предприятие на основе боевой баллистической ракеты Р-14 завершило разработку универсальной ракеты-носителя «Космос»,. В августе 1964 года с её помощью были выведены на орбиту первые спутники ОКБ-10.
Ярко характеризуют личность Михаила Фёдоровича воспоминания Бориса Евсеевича Чертока об истории передачи в Красноярск-26 семейства спутников «Молния»:
Кончили тем, что СП заявил о своём намерении слетать самому, как он сказал, «на Енисей» и там на месте всё решить окончательно. Оставалась небольшая надежда, что там, «на Енисее», Решетнёв, сославшись на перегрузку ракетными делами, плохую работу завода, трудные отношения с местным руководством, не захочет брать на себя новое задание. <…> Летом 1960 года Королёв вместе с Ниной Ивановной уже побывали на Енисее. Город имел ещё не столь законченный вид, каким я его увидел спустя восемь лет, но удивил даже много повидавшего Королёва. Он провёл несколько дней в этом настоящем «атомграде». Имея возможность своими глазами увидеть условия жизни и работы коллектива филиала № 2, Королёв окончательно уверился в правильности своего решения по выбору места и времени создания новой организации и убедился, что не ошибся в назначении её руководителя. Молодой Решетнёв, конечно, жаловался по мелочам, но при этом не ныл и оставался оптимистом.
В 1967 году ОКБ-10 перестаёт быть филиалом, и именуется КБ прикладной механики (КБ ПМ), а М. Ф. Решетнёв становится генеральным конструктором самостоятельного конструкторского бюро, основной тематикой которого все последующие годы будет создание информационных спутниковых систем (связи, телевещания, навигации, геодезии) как для военных, так и для гражданских целей. С 1977 года по день смерти — Генеральный конструктор и Генеральный директор НПО прикладной механики, включившего в свой состав Механический завод и КБ ПМ.
С 1967 года преподавал в Красноярском государственном техническом институте, где в 1975 году стал профессором. С 1989 года — профессор и заведующий кафедрой механики и процессов управления Красноярского государственного университета.
Похоронен в Железногорске, на Городском кладбище.

### Личная жизнь
Жена — Людмила Георгиевна, дочь — Тамара Михайловна, внук — Михаил Александрович. По словам близких людей, был верным мужем, внимательным отцом, заботливым дедом. После смерти М. Ф. Решетнёва переехали в Москву. Внук окончил МАИ.

Михаил Фёдорович старался поддержать любого. Помогал с жильём, отправлял на лечение, вытаскивая даже безнадёжных. Однажды целый месяц занимался поисками пропавшего в тайге человека — заказывал вертолёт, договаривался с военными. В другой раз сделал всё, чтобы привезти погибшего коллегу из далёкого района, организовать достойные похороны. Нельзя сказать, что он был добреньким: оказался на редкость справедливым. За дело, а случалось всякое — и пуск срывали, и спутник в небе теряли, мог наказать очень сурово. Однако по мелочам не разменивался, за своё предприятие, за сотрудников стоял горой. И уже тем более — никогда не срывался на крик или грубости.

Человек твёрдых убеждений, прямого характера Михаил Фёдорович в то же время был чрезвычайно отзывчивым к людям и очень обязательным не только по работе, но и в личных отношениях. Никогда не бросал слов на ветер. И того же требовал от своих подчинённых и друзей. Наверное, поэтому и коллектив его предприятия, а мне приходилось там бывать много раз, какой-то по особому сплочённый. Здесь всегда ощущается особый настрой на творчество, целеустремлённость, доброжелательность, теплота во взаимоотношениях.

## Достижения
В Сибири в 60-80 гг. XX века решались задачи создания космических аппаратов различного назначения, обеспечения длительного времени их эксплуатации, эффективного функционирования космических информационных систем. Для этого выполнялся значительный объём фундаментальных и прикладных научных исследований, что привело к качественному и количественному росту в таких отраслях знаний как: математика, физика, информатика и вычислительная техника, материаловедение, электроника, технология, науки о Земле и космосе.

### Совершенствование космической техники
Ракета-носитель Космос-3М, производство и конструкторское сопровождение которой было передано в 1970 году из Красноярска-26 в Омское Производственное объединение «Полёт», эксплуатируется уже более сорока лет и является одной из самых массовых и надёжных в своём классе. Под руководством М. Ф. Решетнёва была создана автоматическая магнитогравитационная система ориентации с практически неограниченным сроком службы, которая обеспечила полёт многих отечественных космических аппаратов; им были выполнены работы по комплексному исследованию физики космических факторов, позволившие разработать методы надёжной защиты космических аппаратов от их негативного воздействия; большой теоретический и практический вклад был сделан М. Ф. Решетнёвым в механику композиционных материалов, кинематику трансформируемых конструкций, разработку устройств исполнительной автоматики. Его работы открыли новое направление в области специального машиностроения, создания связных, навигационных и геодезических спутниковых систем.

### Системы спутниковой связи и вещания
«Стрела-1» (1964); «Молния-1+» (1967); «Стрела-1М» (1969); «Стрела-2» (1970); «Молния-2» (1971); «Молния-3» (1974); спутник связи «Радуга» (1975); спутник непосредственного телевещания «Экран» (1976); геостационарный спутник связи «Горизонт» (1978); «Радио» (1981); геостационарный спутник-ретранслятор «Поток» (1982); «Молния-1Т» (1983); «Стрела-3» (1985); геостационарный спутник связи «Луч» (1985); «Радуга-1» (1989); «Гонец-Д1» (1992); спутник непосредственного телевещания «Галс» (1994); геостационарный спутник связи «Экспресс» (1994); геостационарный спутник связи «Луч-2» (1995).

### Спутниковые системы навигации
Орбитальные группировки навигационных серий: «Циклон» (1967); «Циклон-Б» (1970); «Цикада» (1976); «Надежда» (1982); «ГЛОНАСС» (1982).

### Спутниковые системы изучения Земли
Геодезические и научно-исследовательские: «Вертикальный космический зонд» (1967); «Сфера» (1968); «Ионосферная станция» — она же «Космос-381» (1970); «Гео-ИК» (1981); «Эталон» (1989).

Подробное описание каждой из систем, разработанной с участием академика М. Ф. Решетнёва, заняло бы не мало времени, и они (и Михаил Фёдорович, и предприятие, которое он создал, и спутники) несомненно того заслуживают. Подведём итог лишь одной цитатой: 
Разработанные в НПО ПМ в 1960-90-е гг. космические аппараты различного назначения (в отдельные годы на различных околоземных орбитах одновременно работало до 120 спутников) составляли до 80% всей национальной орбитальной группировки и по праву заслужили называться самыми надёжными отечественными космическими аппаратами.

## Память

Памятник Решетнёву в Железногорске

- Решением городского Совета народных депутатов от 6 июля 1984 года присвоено звание «Почётный гражданин Красноярска-26».
- Один из наиболее точных отзывов принадлежит генералу-полковнику Владимиру Леонтьевичу Иванову (с 1992 по 1997 годы командующий Военно-космическими силами России):

Что меня всегда восхищало, так это умение Михаила Фёдоровича работать без шума, как говорится, «без помпы» — на результат. Ведь многие десятилетия в стране по заведённому строгому порядку не принято было говорить в открытой печати о создателях ракетно-космической техники. Поэтому в космонавтике одним доставались торжественные сообщения ТАСС, восторженные статьи, всеобщая известность и громкая слава, а другим очередные, всё более сложные задачи. Возглавляемый Решетнёвым коллектив был как раз в числе этих других.
- В 2000 году Международный центр исследований малых планет при Смитсоновской астрофизической обсерватории в Кембридже (США) утвердил предложение Крымской астрофизической обсерватории о присвоении его имени малой планете № 7046 Reshetnev (1977 QG2), открытой Н. С. Черных.

Имя Михаила Фёдоровича носят:
- предприятие — НПО ПМ (с 2008 года ОАО «Информационные спутниковые системы» имени академика М. Ф. Решетнёва);
- высшее учебное заведение — Сибирский государственный аэрокосмический университет имени академика М. Ф. Решетнёва (с 2017 года — Сибирский государственный университет науки и технологий имени академика М. Ф. Решетнёва);
- общеобразовательная школа — Лицей № 102 имени ак. М. Ф. Решетнёва;
- улица и площадь в городе Железногорске Красноярского края;
- пассажирский самолёт Ил-96 рег. номер 96017;
- международная научная конференция — «Решетнёвские чтения»[11].

## Награды
- Герой Социалистического Труда (1974).
- Лауреат Ленинской премии (1980) и Государственной премии РФ (1995).
- Награждён орденом «За заслуги перед Отечеством» III степени (1994), тремя орденами Ленина (1966, 1971, 1974), орденами Трудового Красного Знамени (1961) и «Знак Почёта» (1956), Золотой медалью им. С. П. Королёва API СССР (прилагаемую к ней денежную премию он перечислил в Фонд мира), другими медалями.
- В 1998 году Михаила Фёдоровича отметили посмертно медалью и дипломом Американского института аэронавтики и астронавтики (AIAA) за выдающийся вклад в развитие спутниковых телекоммуникаций.